# Сінклер Володимир Олександрович
Володи́мир Олекса́ндрович Сі́нклер (12 (24) січня 1879, Маргілан — 16 березня 1946, Київ) — український військовий діяч, генерал-поручник і шеф штабу Армії УНР.

## Життєпис

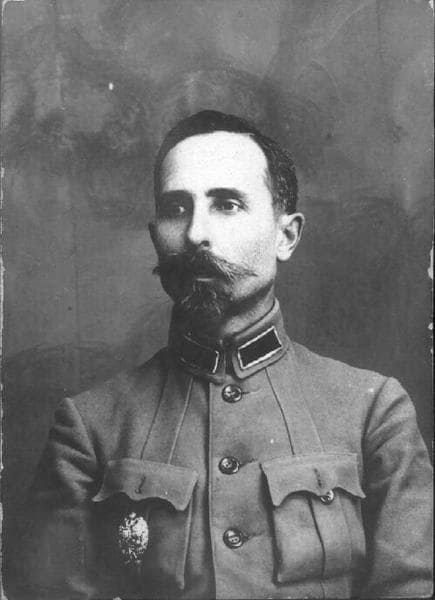
Генерал Сінклер 20 березня 1920

### Походження
Народився у м. Новий Маргилан, Ферганська область Туркестанського краю, мав шотландське походження, з родини військового. Батько Володимира Сінклера, полковник російської армії Олександр — нащадок майора шведської армії шотландця Малькольма Сінклера, зв'язкового старшини при гетьманові Пилипу Орлику, мати — українка. 28 червня 1739 р. майора Сінклера, який віз із Царгорода до Стокгольма важливі документи, замордували москвини — з наказу «московського дипломата» Михайла Бестужева-Рюміна.

### Військова кар'єра
Початкову військову освіту здобув в Оренбурзькому Неплюєвському кадетському корпусі, а пізніше в Михайлівському артилерійському училищі (1899), вийшов підпоручиком до лейб-гвардії 2-ї артилерійської бригади (Санкт-Петербург). Прослуживши у 2-й лейб-гвардії гарматній бригаді, успішно склав іспити до Миколаївської академії Генерального штабу. У 1905 р. закінчив академію з відзнакою у званні гвардії капітана.
З 2 червня 1905 р. — в. о. обер-офіцера для доручень управління генерал-квартирмейстера штабу тилу Манджурських армій.
3 18 жовтня 1905 року відбував обов'язковий ценз командира роти у лейб-гвардії Павлівському полку (Санкт-Петербург).
3 28 листопада 1907 року — старший ад'ютант штабу 45-ї піхотної дивізії.
З 6 квітня 1908 року — старший ад'ютант штабу Гвардійського корпусу.
3 2 травня 1912 р. — старший ад'ютант штабу військ Гвардії та Санкт-Петербурзького військового округу.
У Петербурзі весь час перебував біля командувача округом Великому князі Миколі Миколайовичу, ставши його довіреною особою.
З початком Першої світової війни служив на Південно-Західному фронті.
з 20 липня 1914 р. — помічник начальника відділення управління генерал-квартирмейстерства штабу 6-ї армії.
З 1 серпня 1914 р. — обер-офіцер оперативного відділу штабу 9-ї армії.
З 6 грудня 1914 р. — полковник.
З 28 січня 1915 р. — в. о. начальника штабу 37-ї піхотної дивізії.
З 6 лютого 1915 р. — начальник штабу 2-ї Гвардійської піхотної дивізії.
З 11 травня 1916 р. — командир 176-го піхотного Переволочненського полку (отримав тяжке поранення в голову на Ікскюльському передмостному укріпленні).
З 1 березня 1917 року повернувся до армії на посаду командира 2-го гвардійського корпусу.
З липня 1917 — генерал-майор російської армії.
16 грудня 1917 р. звільнився у безтермінову відпустку.
Після утворення Центральної Ради перейшов на її бік, сприяв українізації армії.
У листопаді 1917 р. увійшов до Генерального штабу УНР, займався оперативною діяльністю армії УНР, член комісії з формування та організації армії, член Військово-ученого комітету Військового міністерства УНР, згодом — Української Держави.
З 12 жовтня 1918 р. — 1-й генерал-квартирмейстер Генерального штабу Української Держави. На цій посаді брав участь у боротьбі проти військ Директорії під час протигетьманського повстання. Згодом одержав особисте запрошення від помічника начальника штабу військ Директорії В. Тютюнника служити в українській армії.
З 29 січня 1919 року і до 23 листопада 1919 року — 1-й генерал-квартирмейстер штабу Дієвої армії УНР (безпосередній розробник усіх бойових операцій).
Брав участь у військових діях проти більшовицької армії, визволив Київ у серпні 1919 р.
Після зміщення В. Тютюнника, з 8 вересня 1919 року до 26 вересня 1919 р. — т. в. о. командарма Дієвої армії УНР, виконував обов'язки начальника штабу армії УНР.
23 листопада 1919 р. був інтернований польською владою в Рівному. Як головний військовий експерт брав участь у переговорах із Пілсудським і Польським урядом. 24 квітня 1920 р. від імені Армії УНР підписав у Варшаві польсько-українську мирну угоду.
З 15 червня 1920 року — начальник Головного управління Генерального штабу УНР.
З 3 липня 1920 р. — начальник Генерального штабу УНР. З 10 лютого 1921 р. — за сумісництвом член Вищої військової ради УНР.
На посаді начальника штабу залишався до ліквідації армії УНР в Польській республіці.
Після поразки і ліквідації УНР оселився в східній частині Польської республіки у м. Сосновці (Шлезьк). З 1921 р. жив на еміграції у Тарнові, з 1926 р. — у м. Бензин (Польська республіка), згодом — у м. Челядь (Польська республіка). Працював маркером на вугільній копальні, залізничним кондуктором тощо.
Генералу Сінклеру поляками неодноразово пропонувалася служба на високих посадах у Війську Польськім, на що він завжди відмовляв (мовляв, він бо колись дав слово чести ген. Тютюннику служити тільки в українській армії…).
Не знав української мови.

### Арешт та загибель

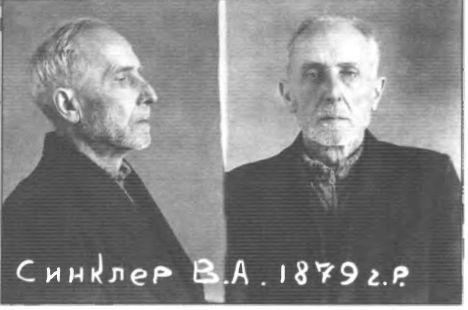
Сінклер Володимир, фото 1945 року (НКВС, Лук'янівська в'язниця)

Під кінець Другої Світової Війни, з прибуттям Радянської армії, був арештований 13 березня 1945 року СМЕРШ-ем 1-го Українського фронту та інтернований до Києва.
4 квітня 1945 року був привезений до Лук'янівської в'язниці в Києві.
24 квітня 1945 року був переданий у розпорядження НКВС. В анкетах у графі «національність» завжди називав себе українцем.
Помер в кінці 1945 р. (за іншими даними — 16 березня 1946 р.) у в'язничній лікарні на руках у колишнього підполковника Армії УНР В. Проходи.